# Mas Riambau
El Mas Riambau és una masia amb elements barrocs i neoclàssics al Barri de Tona (Osona) inclosa a l'Inventari del Patrimoni Arquitectònic de Catalunya.

## Descripció
Masia de caràcter senyorial envoltada d'un gran espai verd (era), tancat per un mur, amb una cabana i una bassa prop de la casa i dins el tancat. L'edifici consta de dues parts. El cos principal és de planta rectangular, amb dos pisos i cobert a quatre vessants. A la planta baixa, el portal d'entrada és de testera recta. Al primer pis hi ha tres balcons, amb baranes de ferro forjat, i al pis superior tres finestres de testera recta de brancals de pedra i ampitadors motllurats, sobre els quals s'obren tres ulls de bou. La façana acaba amb una cornisa ressaltada amb motllures i un fris a manera de dents de serra. A aquesta estructura se li ha adossat un cos allargat amb un garatge a la planta, un terrat que comunica amb el cos principal i una galeria seguida que uneix les diferents estances.

### Cabanya
Edifici de planta quadrada sense finestres, cobert amb teula àrab i a doble vessant, amb una gran porta d'entrada d'arc escarser fet amb carreuons de pedra carejats. L'aparell és de carreus sense tallar ni polir, a la part frontal, mentre que al darrere i a part dels laterals els murs són de tàpia. A l'interior, els diferents espais estan dividits per estructures de fusta.

## Història
El Riumbau forma part d'un primer nucli de poblament situat als peus del castell, datat al segle xi. Durant el segle xiii i inicis del XIV s'anomenà Sala, però a partir del segle xiv ja apareix documentat com a Riambau, però a partir del segle xviii canviarà a Riumbau. A partir del segle xiv es va enriquir molt, ja que, degut a la pesta, molts masos van quedar deshabitats i els que sobrevisqueren se'ls van apropiar. El 1553 Llorenç Riumbau i del Barri, militar, és batlle de Tona. Durant els segles xviii i xix es van fusionar les famílies Riumbau i Domènech i Desbarri, ja que Maria Desbarri feu donació del mas Barri a Llorenç Riembau, però el seu marit Jaume Domènech impugnà la donació i guanyà el plet. El mas Riumbau es reedificà el 1650, al adquirir noves terres, però l'actual masia correspon a la nova construcció del segle xviii.
La cabanya és l'única part que es conserva del mas anterior.